# Saint-Jean-Pied-de-Port
Saint-Jean-Pied-de-Port (Baskisch: Donibane Garazi) is een gemeente in het Franse departement Pyrénées-Atlantiques (regio Nouvelle-Aquitaine). De plaats maakt deel uit van het arrondissement Bayonne. Saint-Jean-Pied-de-Port is lid van Les Plus Beaux Villages de France. Saint-Jean-Pied-de-Port telde op 1 januari 2022 1.487 inwoners.

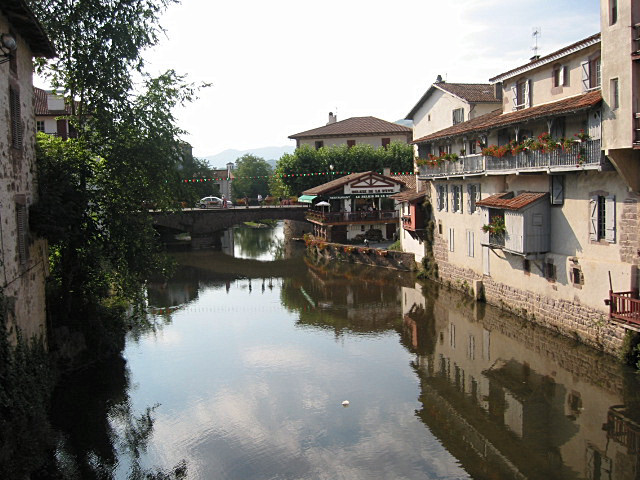
De Nive in Saint-Jean-Pied-de-Port

## Geschiedenis
De stad werd gesticht in de 12de eeuw als versterkte plaats door de koningen van Navarra. Zij bouwden hier een koninklijk kasteel. Dit beschermde de oversteek van de Nive en de toegang tot de bergpassen van Roncevaux en Bentarte. De oude stad (Ville haute) werd in de 15de eeuw ommuurd. De stadsmuur telt vier poorten: Porte de France, Porte de Navarre, Porte d'Espagne en Porte Saint-Jacques. In 1512 werd de stad ingenomen door het Spaanse leger en werd er gedurende decennia gevochten in de omgeving. In 1628 werd begonnen met de bouw van een citadel boven de stad op de plaats van het oude kasteel. De citadel werd later aangepast naar plannen van Vauban maar ze werd nooit volledig afgewerkt. De citadel diende als uitvalsbasis voor de revolutionaire legers die in 1793 en 1794 tegen Spanje optrokken. In 1814 werd de citadel belegerd door een gemengd Brits, Spaans en Portugees leger.

## Bezienswaardigheden
In de stad zijn talrijke historische gebouwen. Op vele oude private huizen is het bouwjaar en de gegevens van de toenmalige eigenaar op het linteel boven de deur. Het oudste huis dateert uit 1510.
- De citadel ligt op een hoogte van 70 meter boven de rivier de Nive en herbergt een school.
- De kerk Notre-Dame-de-l'Assomption met een poort onder de klokkentoren.
- Prison des Évêques: voormalige bisschoppelijke residentie die daarna dienst deed als gevangenis.

## Geografie
De oppervlakte van Saint-Jean-Pied-de-Port bedroeg op 1 januari 2022 2,73 vierkante kilometer; de bevolkingsdichtheid was toen 544,7 inwoners per km². De stad ligt aan de samenvloeiing van de rivieren de Nive en de Béhérobie.

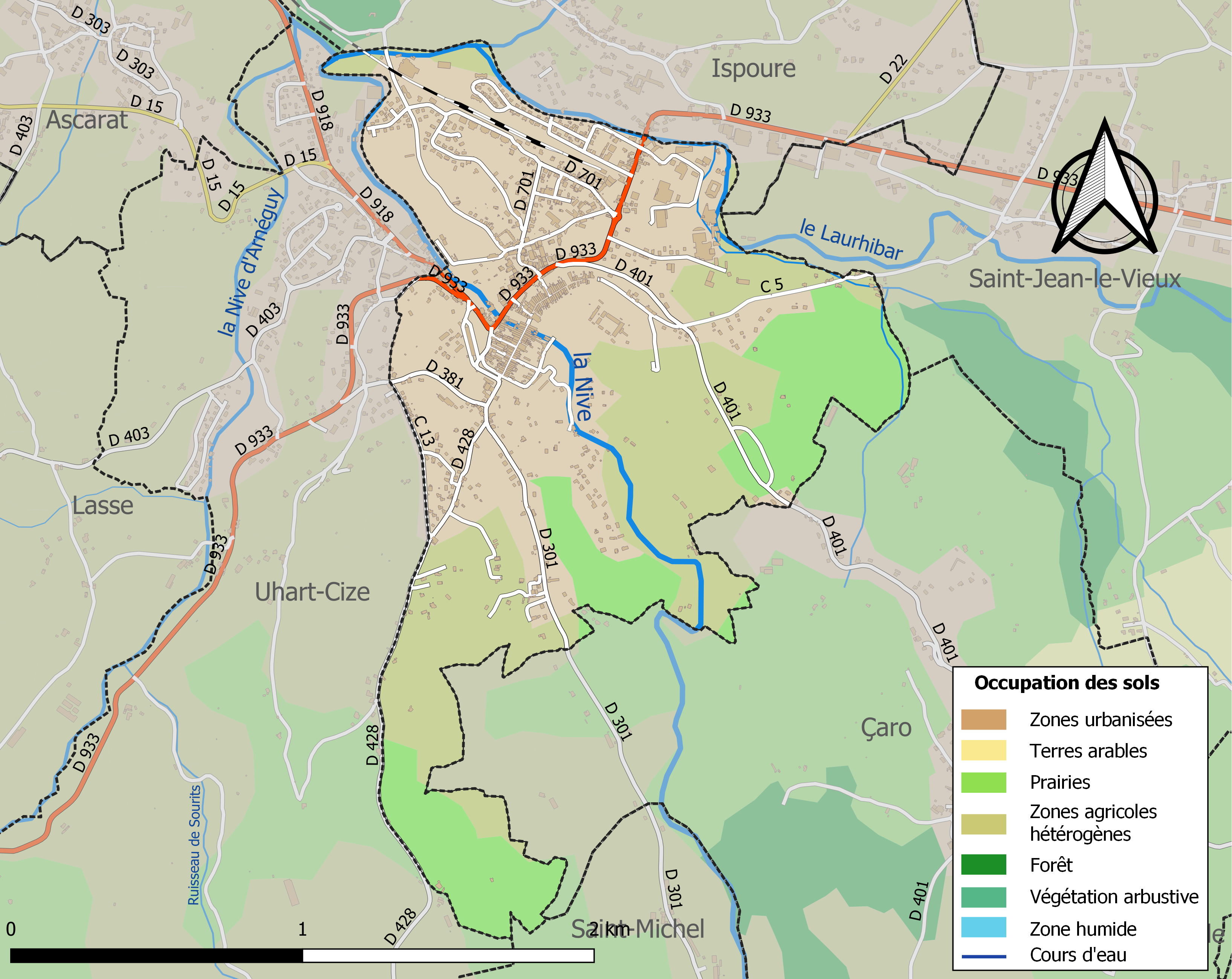
Kaart van de gemeente met belangrijkste infrastructuur, bodemgebruik en omliggende gemeenten

## Verkeer en vervoer
In de gemeente ligt spoorwegstation Saint-Jean-Pied-de-Port.

## Demografie
Onderstaande figuur toont het verloop van het inwonertal (bron: INSEE-tellingen).

## Sport
In Baskenland is pelota populair. In de stad werd in 1937 hiervoor een zaal gebouwd (Trinquet Garat).

### Wandelroutes

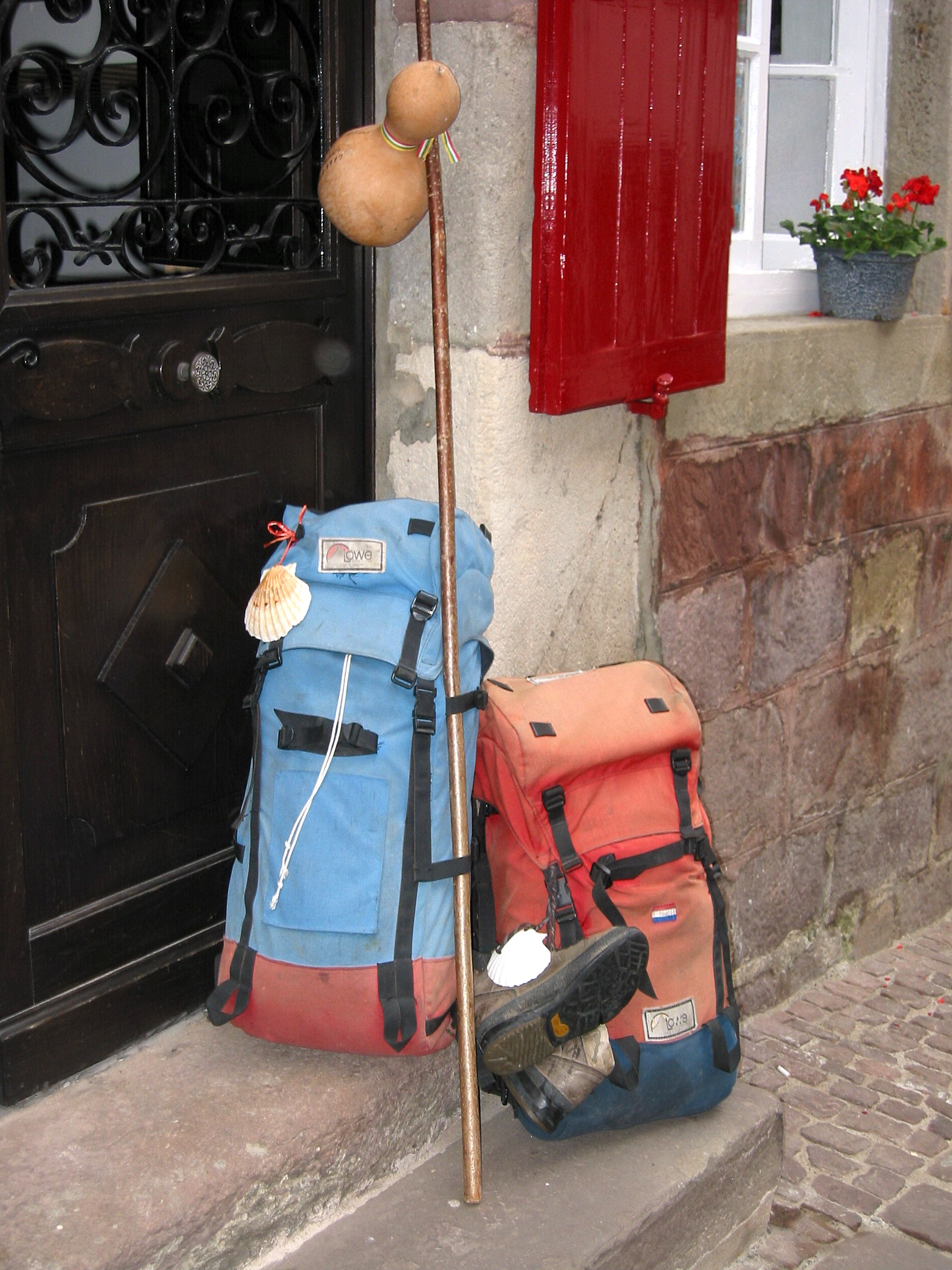
Uitrusting van pelgrims op weg naar Santiago de Compostela

Er kruisen in deze plaats twee populaire langeafstandswandelroutes. De GR10 loopt van de Atlantische Oceaan tot de Middellandse Zee en de Europese wandelroute E3 loopt van Nesebǎr aan de Zwarte Zee naar Santiago de Compostella. Deze route is vooral bekend als pelgrimsroute naar Santiago de Compostella. Vanuit Saint-Jean is de volgende etappeplaats Roncesvalles in de Spaanse Pyreneeën.